# Saint-Nazaire-les-Eymes
Saint-Nazaire-les-Eymes este o comună în departamentul Isère din sud-estul Franței. În 2009 avea o populație de 2.891 de locuitori.

## Evoluția populației
| An        | 1975  | 1982  | 1990  | 1999  | 2006  | 2009  |
| --------- | ----- | ----- | ----- | ----- | ----- | ----- |
| Populație | 1.302 | 1.684 | 1.940 | 2.342 | 2.592 | 2.891 |